# (36042) 1999 QB3
1999 QB3 (asteroide 36042) é um asteroide da cintura principal. Possui uma excentricidade de 0.09042940 e uma inclinação de 1.86723º.
Este asteroide foi descoberto no dia 21 de agosto de 1999 por Spacewatch em Kitt Peak.